# Halles centrales (Rennes)
Pour les articles homonymes, voir Halles centrales.
Les halles centrales sont un bâtiment à vocation commerciale, dessiné par l'architecte Emmanuel Le Ray situé dans le centre-ville de Rennes, en Ille-et-Vilaine (Bretagne, France).

## Localisation
Elles sont situées entre la rue de Nemours et la rue Jules Simon, sur le côté nord du boulevard de la Liberté et au sud de la place Honoré Commeurec à Rennes.

## Historique

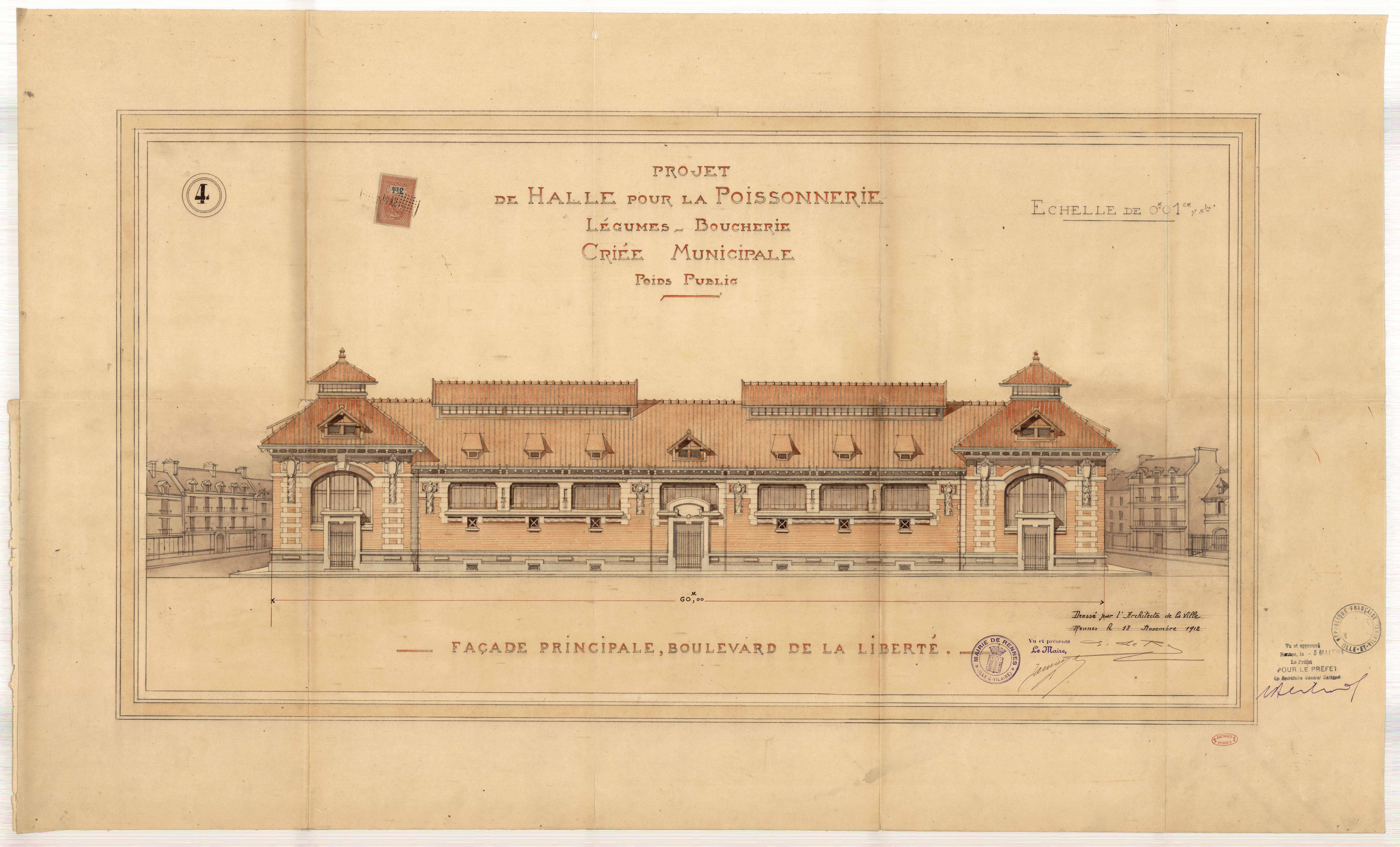
Projet de halle pour la poissonnerie, légumes, boucherie et criée municipale, poids public. Façade principale, boulevard de la Liberté. Archives municipales de Rennes, 2 Fi 5026.

Les halles sont construites entre 1912 et 1926 par l'architecte Emmanuel Le Ray en remplacement d'une halle préexistante.
Depuis 1986, la Criée municipale accueille un centre d'Art contemporain : La Criée.
En 2000, les halles centrales sont labellisées « patrimoine du XXe siècle ».